# Promops centralis
Promops centralis é uma espécie de morcego da família Molossidae. Pode ser encontrada na América Central e do Sul.